# M. J. Chiampos
M. J. Chiampos fue el seudónimo utilizado por María Josefa Fornovi Martínez (1893 en Almería - 	25 de febrero de 1983, Ídem), una escritora española de más de 50 novelas rosas entre 1931 y 1959, cuyas obras fueron traducidas al portugués.

## Biografía
María Josefa Fornovi Martínez, era una de los cinco hijos de Ángela Martínez Díez y José Fornovi Vivas, abogado, poeta y bibliotecario archivero del Ateneo almeriense. Además de novelas y colaboraciones con periódicos, trabajó en la secretaría de las Hijas del Sagrado Corazón en Almería

### Novelas independientes
- ¡Sin querer...!	(1931)
- El Duque de Lar	(1933)
- Ensueños	(1935)
- María de las Nieves	(1940)
- Vivir	(1940)
- La condesa, la princesa y él	(1942)
- Entre dos partes de boda	(1943)
- Luz en las sombras	(1943)
- Noche en el camino	(1943)
- Su mujer	(1943)
- Una estrella en tres espejos	(1943)
- ¡Casada!	(1944)
- Al margen del amor	(1944)
- Flor de invierno	(1944)
- Nieve y fuego	(1944)
- Tres mujeres en su vida	(1944)
- ¡Inconscientes!	(1945)
- ¡Si no fuese reina!	(1945)
- El ahijado del Duque	(1945)
- La boda de Flor María	(1945)
- María Soledad	(1945)
- Su pequeña hada	(1945)
- El amor al enemigo	(1946)
- Fugitiva en la niebla	(1947)
- Un rey y un amor	(1947)
- Cuando el amor no es amor	(1948)
- Entre dos amores	(1948)
- José Miguel	(1948)
- Cuatro hermanas le quisieron	(1949)
- Fronteras en el amor	(1949)
- La amarga risa	(1949)
- Noviazgo de tres	(1949)
- Final apasionado	(1950)
- Mariflor	(1950)
- Como el mar	(1951)
- El amor nuestro de cada día	(1951)
- El silencio	(1951)
- Un marido vulgar	(1952)
- El castillo de nubes	(1953)
- El lobo en el camino	(1953)
- Vendaval de arena	(1953)
- El corazón velado	(1954)
- El escándalo del día	(1954)
- Escuela de casadas	(1954)
- Adiós sin despedida	(1955)
- Borrasca en el puerto	(1955)
- Como el cielo y el sol	(1955)
- Cuando se marchan las golondrinas	(1955)
- Extrañas rivales	(1955)
- El silencio de todas las horas	(1958)
- El enigma de su vida	(1959)